# Agrypnus coenosus
Agrypnus coenosus es una especie de escarabajo del género Agrypnus, tribu Agrypnini, familia Elateridae. Fue descrita científicamente por Hope en 1831.
Se distribuye por India septentrional.